# Blueglue
 Blueglue（ぶるーぐるー）は、日本のロックバンド。2007年結成。2019年10月解散。通称ブルグル、Bg。

## メンバー
渡邊直也（1990年12月7日 、埼玉県所沢市、AB型）
- 11歳からギターを始める。コードを調べてスピッツの曲を主に演奏していた。
- 高校で軽音部に入る。
- 現在はNaybe（ネイビー）として、ソロ活動中。

さいとう先生（本名 齋藤涼介）(1990年7月22日、埼玉県所沢市、A型）ベース
- 13歳のときにバンドを始めるため、タンバリンを購入。その後すぐにベースを始める。初めてコピーした曲は、ACIDMANの赤橙である。
- 当時はThe Beatles、ドゥービーブラザーズ、Queen、エリック・クラプトン、TOTOなどを聴いていた。
- Red Hot Chili Peppersに特に影響を受ける
- 何故だか16歳でジャズやフュージョンの音楽に出会う。高中正義から聴き始めたらしい。
- 大学に進み、ジャズを習い始める。
- 現在はフリーのベーシストとして活動中。（Official site→https://rsbass.amebaownd.com）

竹中駿介（1990年8月12日、新潟県、AB型）ドラム
- 幼少期は舞台、ジャズダンスに勤しむ。
- 11歳でドラムを始める。
- 高校で軽音部に入る。
- 解散後、映像の道へ進む。

ショー・サイトウ（1993年9月7日、千葉県松戸市、O型）ギター
- 14歳でギターを始める。
- 高校時代はBUMP OF CHICKEN、ORANGE RANGE等をコピー。
- 大学に進み、セッションサークルに所属。AOR、JAZZ、R&Bなどの音楽に影響を受けて、今のプレイスタイルが確立される。
- 友人達と共に、音楽とファッションを紐付け作りだす【Show me】として活動中。

## 経歴
- 2007年結成。スリーピースバンドとして始動。
- 2008年 （RADWIMPS）や（藍坊主）を輩出したYOKOHAMA HIGHSCHOOL MUSIC FESTIVALに出場。横浜アリーナで数千人のオーディエンスを魅了した。（審査員特別賞受賞）
- 2011年 シングル「ジャーニージャーニー/独り」リリース。
- 2012年 シングル「パーティナイト/ジムノペディ」リリース。
- 2013年 ミニアルバム「After Dark, Sunlight」リリース。同年11月新宿LOFTにて『LIVE!!!PARTY NIGHT!!!』Old Joe、渡會将士（FoZZtone）、ファジーロジックを迎え開催。
- 2014年8月 「CAMP e.p.」をリリース。
- 2015年4月 ミニアルバム「SS」リリース、同年10月 ミニアルバム「AW」リリース。
- 2016年2月27日に行われたワンマンライブにてギタリスト ショー・サイトウが加入。
- 2017年6月2日 4人でのデビューアルバム「ロマンチック」をリリース。
- 2018年4月 配信限定で「Bottoms up!/ガールフレンド」リリース[2]。
  - 7月より新潟のFM PORTで、TOKYO→NIIGATA MUSIC CONVOYの火曜日パーソナリティを務める。
  - 9月 流通盤シングル「宇宙の風に乗って」をリリース[3][4]。
- 2019年4月「ウェルテル」、6月「ラジオとスープ」を配信リリース。
  - 7月10日にキャリア初となるフルアルバム「信じ続けることで失うものなんて何もないよ」が全国リリース[5]。
  - 9月、解散を発表[1]。
  - 10月5日、渋谷La.mamaでラストライブ『Blueglue ONEMAN LIVE 2019「Be Yourself」』を開催し解散。

## ディスコグラフィー
シングル
- 「ジャーニージャーニー/独り」（2011）
- 「パーティナイト/ジムノペディ」（2012）

フルアルバム
- 「信じ続けることで失うものなんて何もないよ」(2019.7.10)

ミニアルバム
- 「EACH UNIVERSE」（2009）
- 「After Dark, Sunlight」（2013）
- 「SS」（2015.4）
- 「AW」（2015.10）
- 「ロマンチック」（2017.6）

EP
- 「CAMP E.P」(2014)

## 出演
- FM PORT「TOKYO→NIIGATA MUSIC CONVOY」火曜日ナビゲーター（2018年7月-2019年9月）[6]